# Валкі (Підляське воєводство)
Валкі (пол. Wałki) — село в Польщі, у гміні Милейчиці Сім'ятицького повіту Підляського воєводства.
Населення — 128 осіб (2011).
У 1975-1998 роках село належало до Білостоцького воєводства.

## Демографія
Демографічна структура станом на 31 березня 2011 року:
|          | Загалом | Допрацездатний вік | Працездатний вік | Постпрацездатний вік |
| -------- | ------- | ------------------ | ---------------- | -------------------- |
| Чоловіки | 60      | 15                 | 38               | 7                    |
| Жінки    | 68      | 20                 | 29               | 19                   |
| Разом    | 128     | 35                 | 67               | 26                   |